# Matthew Ducie Moreton (2e baron Ducie)
Matthew Ducie Moreton, 2e baron Ducie (mort en 1770) de Tortworth, dans le Gloucestershire, est un homme politique britannique whig qui siège à la Chambre des communes entre 1721 et 1735, remportant des élections partielles dans quatre circonscriptions distinctes sans jamais être élu lors des élections générales. Il quitte son siège lorsqu'il accède à la pairie en tant que baron Ducie.

## Biographie

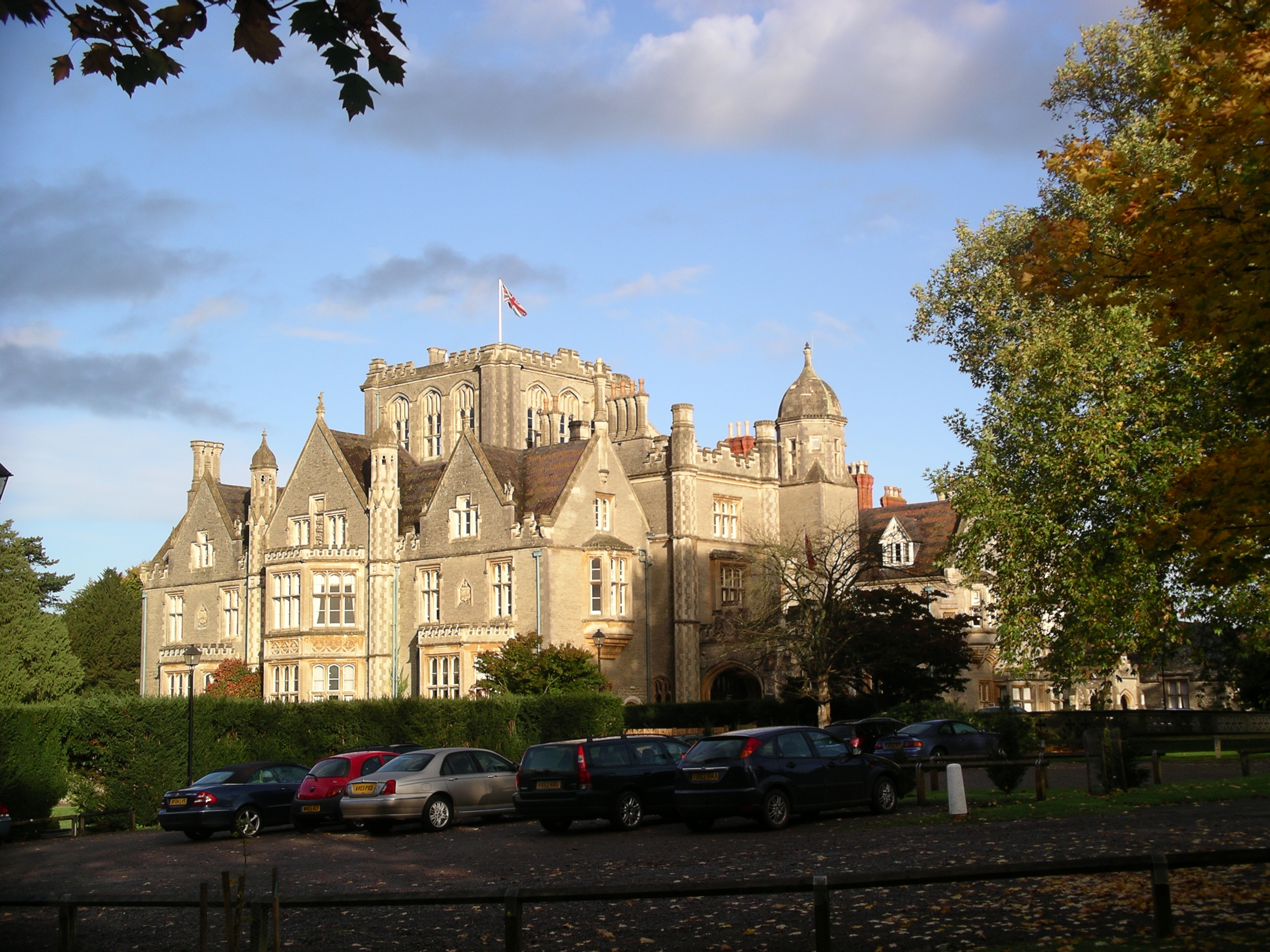
Tortworth Court

Il est le fils aîné de Matthew Moreton (1er baron Ducie) et de son épouse Arabella Prestwick, fille de Sir Thomas Prestwick, 2e baronnet de Hulme, Lancashire. Il a peut-être fait ses études à la Harrow School .
Le père de Moreton quitte la Chambre des communes en 1720 après avoir été élevé au rang de pair et le fils est élu député de Cricklade lors d'une élection partielle contestée le 1er février 1721. Par la suite, il vote constamment pour l'administration. Il est battu d'une voix aux élections générales de 1722. Il est ensuite élu député de Calne lors d'une autre élection partielle disputée le 28 février 1723, sous le patronage de Walter Hungerford avec qui il est lié. Il se présente pour Gloucester lors des élections générales de 1727, mais renonce. L'administration le nomme pour Tregony lors d'une élection partielle le 6 février 1729. Il est ensuite élu pour Lostwithiel lors d'une nouvelle élection partielle le 31 mars 1735. Un mois plus tard, le 2 mai 1735, il accède à la pairie en tant que baron Ducie à la mort de son père.
Lorsque le gouvernement de Walpole tombe en 1742, Lord Ducie accepte d'exercer les fonctions d'arpenteur des petites douanes à Londres en association avec Henry Bilson Legge et Benjamin Keene, mais en 1752, il demande à être relevé de ses fonctions. En 1755, il est nommé gendarme de St. Briavels, gardien de la forêt de Dean et Lord Lieutenant du Gloucestershire et occupe les postes jusqu'en 1758, et haut commissaire de Gloucester jusqu'en 1766. Il est célibataire et comme sa baronnie allait s'éteindre, il est créé baron Ducie de Tortworth le 27 avril 1763 avec un reliquat spécial pour la descendance de sa sœur Elizabeth, qui épouse Francis Reynolds .
Lord Ducie est décédé célibataire en décembre 1770, son neveu Thomas Reynolds, qui prend le nom de Moreton, lui succède .